# 上梅林駅
上梅林駅（じょうばいりん-えき）は中華人民共和国深圳市福田区に位置する4号線・9号線の駅。

## 駅構造

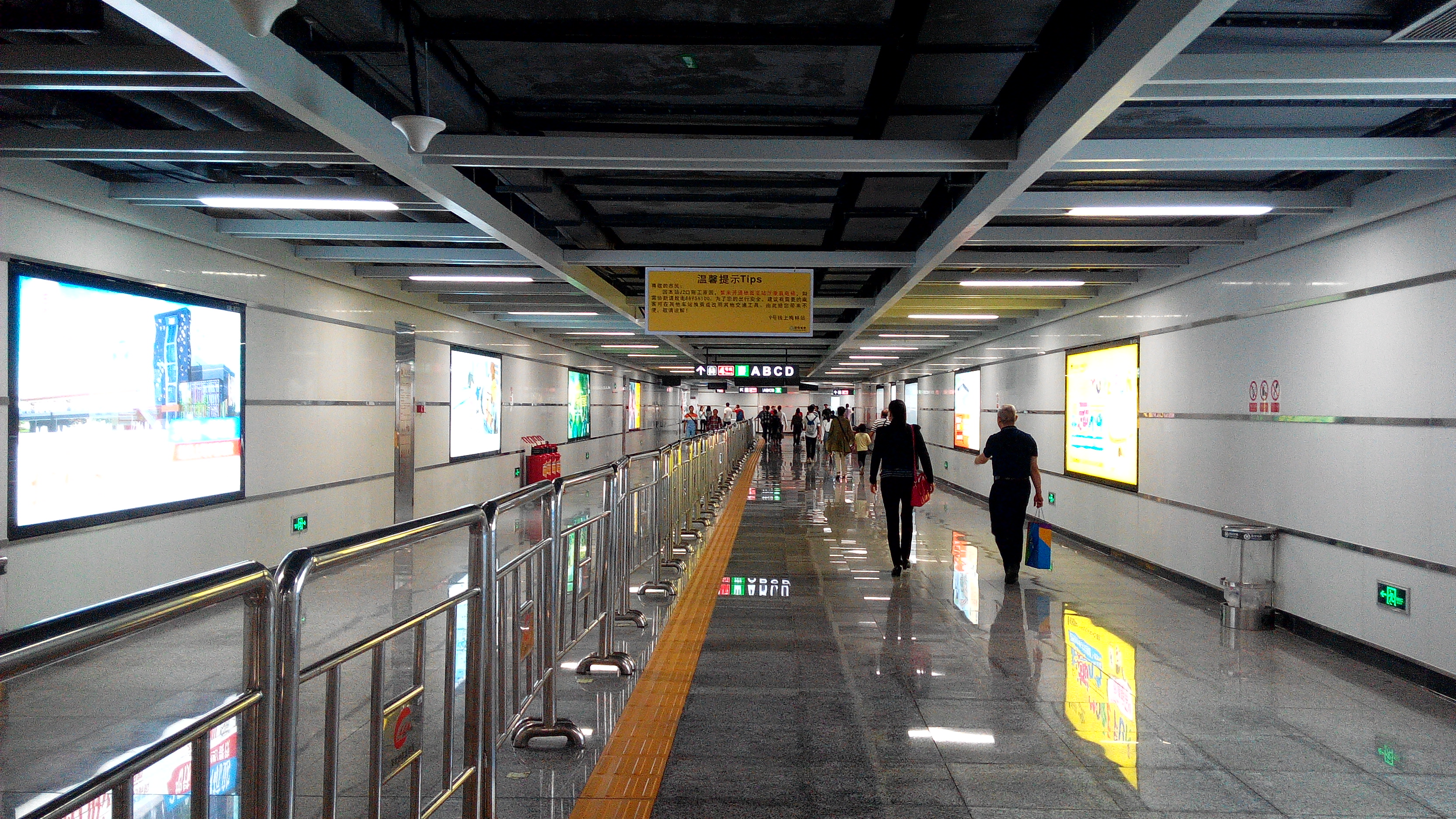
通路

両線とも島式ホーム1面2線の地下駅。
| 竜華線ホーム (B2F)    | ←■4号線 牛湖方面     |
| 竜華線ホーム (B2F)    | 島式ホーム           |
| 竜華線ホーム (B2F)    | ■4号線 福田口岸方面→ |
| 9号線ホーム (B3F)     |                      |
| ←■梅林線 紅樹湾南方面 |                      |
| 島式ホーム            |                      |
| ■9号線 文錦方面→      |                      |

## 歴史
- 2011年6月16日 - 開業。

## 隣の駅
深圳地下鉄
■4号線
民楽駅 - 上梅林駅 - 蓮花北駅
■9号線
梅村駅 - 上梅林駅 - 孖嶺駅